# Circuito Brasileiro de Voleibol de Praia Feminino de 2014–15
O Circuito Brasileiro de Voleibol de Praia Feminino de 2014-15, também chamado de Circuito Banco do Brasil de Vôlei de Praia, foi a vigésima terceira edição da principal competição nacional de Vôlei de Praia na variante feminina, iniciado em 28 de agosto de 2014.

## Resultados

### Circuito Open
| Evento                                                               | Ouro                                 | Prata                                 | Bronze                                | Quarto lugar                          |
| 1ª Etapa Vitória, Espírito Santo 28 a 31 de agosto de 2014.          | /Larissa França Talita Antunes       | / Ágatha Bednarczuk Bárbara Seixas    | / Maria Elisa Antonelli Juliana Silva | Maria Clara Salgado Carolina Solberg  |
| 2ª Etapa Niterói, Rio de Janeiro 18 a 21 de setembro de 2014.        | /Larissa França Talita Antunes       | / Maria Elisa Antonelli Juliana Silva | Maria Clara Salgado Carolina Solberg  | / Ágatha Bednarczuk Bárbara Seixas    |
| 3ª Etapa Campinas, São Paulo 16 a 19 de outubro de 2014.             | /Larissa França Talita Antunes       | / Ágatha Bednarczuk Bárbara Seixas    | / Maria Elisa Antonelli Juliana Silva | /Fernanda Berti Taiana Lima           |
| 4ª Etapa São José, Santa Catarina 13 a 16 de novembro de 2014.       | /Larissa França Talita Antunes       | Maria Clara Salgado Carolina Solberg  | / Ágatha Bednarczuk Bárbara Seixas    | / Maria Elisa Antonelli Juliana Silva |
| 5ª Etapa Porto Alegre, Rio Grande do Sul 4 a 7 de dezembro de 2014.  | /Larissa França Talita Antunes       | Maria Clara Salgado Carolina Solberg  | / Ágatha Bednarczuk Bárbara Seixas    | /Fernanda Berti Taiana Lima           |
| 6ª Etapa Fortaleza, Ceará 22 a 25 de janeiro de 2015.                | /Larissa França Talita Antunes       | / Ângela Lavalle Vanilda Leão         | Maria Clara Salgado Carolina Solberg  | / Carolina Horta Duda Lisboa          |
| 7ª Etapa João Pessoa, Paraíba 22 a 25 de janeiro de 2015.            | Maria Clara Salgado Carolina Solberg | / Josimari Alves Elize Maia           | / Ágatha Bednarczuk Bárbara Seixas    | /Fernanda Berti Taiana Lima           |
| 8ª Etapa Jaboatão dos Guararapes, Pernambuco 5 a 8 de março de 2015. | /Larissa França Talita Antunes       | / Josimari Alves Elize Maia           | /Fernanda Berti Taiana Lima           | / Ágatha Bednarczuk Bárbara Seixas    |
| 9ª Etapa Salvador, Bahia 26 a 29 de março de 2015.                   | Maria Clara Salgado Carolina Solberg | / Maria Elisa Antonelli Juliana Silva | /Larissa França Talita Antunes        | / Ágatha Bednarczuk Bárbara Seixas    |

## Ranking final

### Premiações individuais
Os destaques da temporada foram ː
| MVP                   | Larissa França | Espírito Santo (estado) |
| Melhor Ataque         | Talita Antunes | Alagoas                 |
| Craque da Galera      | Larissa França | Espírito Santo (estado) |
| Melhor Bloqueio       | Talita Antunes | Alagoas                 |
| Melhor Saque          | Larissa França | Espírito Santo (estado) |
| Melhor Recepção/Passe | Larissa França | Espírito Santo (estado) |
| Melhor Defesa         | Larissa França | Espírito Santo (estado) |
| Melhor Levantadora    | Larissa França | Espírito Santo (estado) |
| Revelação             | Carolina Horta | Ceará                   |